# Дачна (зупинний пункт, Придніпровська залізниця)
Дáчна — пасажирський залізничний зупинний пункт Запорізької дирекції Придніпровської залізниці на електрифікованій лінії Запоріжжя I — Федорівка між зупинними пунктами Платформа 1141 км (2 км) та Платформа 1146 км (3 км).

## Історія
Зупинний пункт був відкритий під первинною назвою Платформа 1143 км, згодом був перейменований на Платформу Дачну, оскільки поруч розташовані чисельні присадибні ділянки містян (садовий кооператив «Титан»).
2 листопада 2017 року, через дії вандалів, зазнала пошкоджень пасажирська платформа. Під час спроби крадіжки зловмисники зламали частину кутника, який утримував залізобетонні плити платформи, в результаті чого виникла аварійна ситуація: пошкоджений кутник потрапив у габарит дрезини колійників, при цьому три залізобетонні плити впали на землю. До 25 листопада 2017 року працівниками територіального управління філії «Центр будівельно-монтажних робіт та експлуатації будівель і споруд АТ „Укрзалізниця“» пасажирська платформа була відновлена.
12 грудня 2021 року відновлена бічна платформа у напрямку станції Таврійськ, яка підлягала ремонту впродовж трьох місяців.

## Пасажирське сполучення
До повномасштабного російського вторгнення в Україну на Платформі Дачна зупинялися приміські електропоїзди Мелітопольського напрямку. Рух поїздів тимчасово припинено до повної деокупації захоплених територій російськими загарбників.